# Wereldkampioenschappen zwemmen 2009 – 4×100 meter wisselslag vrouwen
De 4×100 meter wisselslag vrouwen op de wereldkampioenschappen zwemmen 2009 vond plaats op 1 augustus 2009, series en finale. Op dit onderdeel zwemt men eerst de rugslag, dan de schoolslag, vervolgens de vlinderslag en als laatste de vrije slag. Omdat het zwembad waarin de wedstrijd gehouden werd 50 meter lang is, bestond de race uit acht baantjes. Na afloop van de series kwalificeerden de acht snelste ploegen zich voor de finale. Titelverdediger was Australië.

## Podium
| Goud                                        | Goud | Zilver | Zilver | Brons                                                                          | Brons |
| ------------------------------------------- | ---- | --- | ------ | ------------------------------------------------------------------------------ | ----- |
| Zhao Jing Chen Huijia Jiao Liuyang Li Zhesi | CHN  | Emily Seebohm Sarah Katsoulis Jessicah Schipper Libby Trickett Sally Foster* Stephanie Rice* Shayne Reese* | AUS    | Daniela Samulski Sarah Poewe Annika Mehlhorn Britta Steffen Daniela Schreiber* | GER   |

* Zwemsters van wie de namen schuingedrukt staan zwommen enkel in de series.

## Records
Voorafgaand aan het toernooi waren dit het wereldrecord en het kampioenschapsrecord
| Wereldrecord         | Australië Emily Seebohm Leisel Jones Jessicah Schipper Libby Trickett | 3.52,69 | Peking, China        | 17 augustus 2008 |
| Kampioenschapsrecord | Australië Emily Seebohm Leisel Jones Jessicah Schipper Libby Lenton   | 3.55,74 | Melbourne, Australië | 31 maart 2007    |

## Uitslagen

### Series
| Rang | Serie | Baan | Namen                                                                           | Nationaliteit       | Tijd    | Bijz. |
| ---- | ----- | ---- | ------------------------------------------------------------------------------- | ------------------- | ------- | ----- |
| 1    | 2     | 4    | Zhao Jing Chen Huijia Jiao Liuyang Li Zhesi                                     | China               | 3.56,14 |       |
| 2    | 2     | 5    | Shiho Sakai Nanaka Tamura Yuka Kato Haruka Ueda                                 | Japan               | 3.57,44 |       |
| 3    | 2     | 3    | Daniela Samulski Sarah Poewe Annika Mehlhorn Daniela Schreiber                  | Duitsland           | 3.57,75 |       |
| 4    | 2     | 6    | Femke Heemskerk Lia Dekker Inge Dekker Ranomi Kromowidjojo                      | Nederland           | 3.58,05 |       |
| 5    | 4     | 5    | Gemma Spofforth Lowri Tynan Ellen Gandy Francesca Halsall                       | Verenigd Koninkrijk | 3.58,18 |       |
| 6    | 4     | 3    | Julia Wilkinson Annamay Pierse Audrey Lacroix Genevieve Saumur                  | Canada              | 3.58,23 |       |
| 7    | 4     | 4    | Emily Seebohm Sally Foster Stephanie Rice Shayne Reese                          | Australië           | 3.58,36 |       |
| 8    | 4     | 6    | Fabiola Molina Carolina Mussi Gabriella Silva Tatiana Lemosbarbosa              | Brazilië            | 3.58,49 |       |
| 9    | 3     | 2    | Pernille Larsen Rikke Møller Pedersen Micha Ostergaard Jeanette Ottesen         | Denemarken          | 3.58,93 |       |
| 10   | 3     | 4    | Elizabeth Pelton Kasey Carlson Christine Magnuson Julia Smit                    | Verenigde Staten    | 3.59,01 |       |
| 11   | 3     | 3    | Sarah Sjöström Joline Höstman Gabriella Fagundez Josefin Lillhage               | Zweden              | 4.01,04 |       |
| 12   | 3     | 6    | Esther Baron Fanny Babou Aurore Mongel Malia Metella                            | Frankrijk           | 4.01,05 |       |
| 13   | 3     | 5    | Mariya Gromova Valentina Artemjeva Irina Bespalova Olga Klyuchnikova            | Rusland             | 4.01,09 |       |
| 14   | 4     | 7    | Eszter Dara Reka Pecz Katinka Hosszú Evelyn Verrasztó                           | Hongarije           | 4.03,63 |       |
| 15   | 1     | 4    | Simona Baumrtova Petra Chocova Lenka Jarosova Petra Klosova                     | Tsjechië            | 4.06,43 |       |
| 16   | 1     | 7    | Daryna Zevina Anna Khlistunova Kateryna Zoebkova Dar'ya Stepanyuk               | Oekraïne            | 4.07,37 |       |
| 17   | 2     | 2    | Alicja Tchorz Ewa Scieszko Mirela Olczak Katarzyna Wilk                         | Polen               | 4.07,81 |       |
| 18   | 1     | 2    | Katharina Stiberg Sara Nordenstam Ingvild Snildal Henriette Brekke              | Noorwegen           | 4.08,24 |       |
| 19   | 2     | 9    | Elodie Vanhamme Elise Matthysen Kimberly Buys Jolien Sysmans                    | België              | 4.09,18 |       |
| 20   | 2     | 1    | Anna Volchkov Yuliya Banach Amit Ivry Kristina Tchernychev                      | Israël              | 4.09,49 |       |
| 21   | 4     | 1    | Aleksandra Kovaleva Inna Kapishina Iryna Niafedava Yulia Khitraya               | Wit-Rusland         | 4.09,72 |       |
| 22   | 4     | 8    | Rugile Mileisyte Raminta Dvariskyte Aiste Dobrovolskaite Grite Apanaviciute     | Litouwen            | 4.12,30 |       |
| 23   | 3     | 7    | Shana Jia Yi Lim Ru'En Roanne Ho Lynette Lim Ting Wen Quah                      | Singapore           | 4.12,35 |       |
| 24   | 3     | 1    | Aisling Cooney Fiona Doyle Grainne Murphy Clare Dawson                          | Ierland             | 4.12,67 |       |
| 25   | 2     | 8    | Alana Dillette Alicia Lightbourne Arianna Vanderpool-Wallace Teisha Lightbourne | Bahama's            | 4.15,59 |       |
| 26   | 3     | 8    | Ting Chen IChuan Chen ShengYo Ting ChinKuei Yang                                | Chinees Taipei      | 4.18,88 |       |
| 27   | 1     | 1    | Kirsten Lapham Maxine Heard Moira Fraser Nicole Horn                            | Zimbabwe            | 4.24,35 |       |
| 28   | 4     | 0    | Man Wai Fong On Kei Lei Cheok Mei Ma Chi Yan Tan                                | Macau               | 4.31,67 |       |
| 29   | 1     | 5    | Rachita Shah Achieng Ajulu-Bushell Pina Ercolano Sylvia Brunlehner              | Kenia               | 4.34,66 |       |
| 30   | 1     | 3    | Nicol Cremona Melinda Sue Micallef Davina Mangion Talisa Pace                   | Malta               | 4.34,92 |       |
| 31   | 2     | 0    | Khadidiatou Dieng Ouleye Diallo Binta Zahra Diop Mareme Faye                    | Senegal             | 4.46,20 |       |
| 32   | 1     | 6    | Jessika Cossa Monica Bernardo Gessica Stagno Faina Salate                       | Mozambique          | 4.48,62 |       |
| 33   | 3     | 0    | Fariha Zaman Murugaperumal Venpa Pooja Raghava Alva Chittaranjan Shubha         | India               | 4.53,02 |       |
| 34   | 4     | 9    | Reni Jani Tea Pikuli Sara Abdullahu Rovena Marku                                | Albanië             | 5.05,95 |       |
| 35   | 3     | 9    | Rida Mitha Aqsa Tariq Sakina Ghulam Mahnoor Maqsood                             | Pakistan            | 5.33,03 |       |
| —    | 4     | 2    | Elena Gemo Chiara Boggiatto Ilaria Bianchi Laura Letrari                        | Italië              | DSQ     |       |
| —    | 2     | 7    |                                                                                 | Venezuela           | DNS     |       |

### Finale
| Rang   | Baan | Namen                                                              | Nationaliteit       | Tijd    | Bijz. |
| ------ | ---- | ------------------------------------------------------------------ | ------------------- | ------- | ----- |
| Goud   | 4    | Zhao Jing Chen Huijia Jiao Liuyang Li Zhesi                        | China               | 3.52,19 | WR    |
| Zilver | 1    | Emily Seebohm Sarah Katsoulis Jessicah Schipper Libby Trickett     | Australië           | 3.52,58 |       |
| Brons  | 3    | Daniela Samulski Sarah Poewe Annika Mehlhorn Britta Steffen        | Duitsland           | 3.55,79 |       |
| 4      | 2    | Gemma Spofforth Lowri Tynan Ellen Gandy Francesca Halsall          | Verenigd Koninkrijk | 3.57,03 |       |
| 5      | 6    | Femke Heemskerk Lia Dekker Inge Dekker Ranomi Kromowidjojo         | Nederland           | 3.57,31 |       |
| 6      | 7    | Julia Wilkinson Annamay Pierse Audrey Lacroix Victoria Poon        | Canada              | 3.57,87 |       |
| 7      | 5    | Shiho Sakai Nanaka Tamura Yuka Kato Haruka Ueda                    | Japan               | 3.57,93 |       |
| 8      | 8    | Fabiola Molina Carolina Mussi Gabriella Silva Tatiana Lemosbarbosa | Brazilië            | 3.58,83 |       |